# Ben Bruce
Benjamin Paul Bruce (Wandsworth, Londres, 31 de outubro de 1988), mais conhecido como Ben Bruce, é um cantor, compositor, guitarrista e ator britânico. Foi o fundador e guitarrista principal da banda britânica de rock Asking Alexandria, desde sua formação em 2006 até 2024.

## Biografia
Ben Bruce nasceu em Londres, Inglaterra em 31 de outubro de 1988, mas se mudou para Dubai, quando tinha 6 anos devido a dificuldade de seu pai para encontrar trabalho. O pai então decidiu se mudar com sua família para Dubai, que também incluía Ben, a irmã Rebekah e sua mãe Sarah. Ele viria a se mover de volta para a Inglaterra em 2008, aos 17 anos, a fim de obter o reconhecimento na indústria da música, que ele ganharia após a formação da banda Asking Alexandria.
Ben Bruce começou a tocar guitarra com a idade de 12 anos depois de ter sido inspirado pelo heavy metal de bandas como Metallica e Iron Maiden. Bruce afirmou que alguns de seus discos favoritos foram Kill 'Em All, do Metallica, Appetite for Destruction, do Guns n' Roses, e o álbum Slipknot da banda homônima, uma vez que foi o álbum que o influenciou em gêneros de metal mais extremo.

## Carreira musical
Ben Bruce começou a banda End of Reason em Dubai, Emirados Árabes. Após o lançamento de seu primeiro álbum, The Irony Of Your Perfection, já com o nome Asking Alexandria, a banda se desfez, porém, em 2008 Bruce voltou para a Inglaterra e começou a banda com novos membros mas decidiu manter o nome. Asking Alexandria gravou seu álbum de estreia em 2009, Stand Up and Scream. A banda lançou os álbums Reckless and Relentless em 2011, From Death To Destiny em 2013, The Black em 2016, Asking Alexandria em 2017, Like a House on Fire em 2020, See What's On Inside em 2021 e Where Do We Go From Here? em 2023.
Em janeiro de 2024, Ben anunciou sua saída da banda Asking Alexandria por meio de um comunicado oficial divulgado nas redes sociais do grupo. Ele afirmou que precisava focar em sua família.

## Vida pessoal
O primeiro casamento de Ben Bruce foi com Samanta Cassaro. Eles anunciaram seu divórcio em novembro de 2015.
Atualmente, ele é casado com Ciara Bertjens e tem quatro filhos.

## Prêmios
- 2011 - Guitarrista do Ano (Alternative Press)[11]
- 2012 - Os 12 Guitarristas Mais Sexys de 2012 (Guitar Guirl'd)
- 2012 - O Homem Mais Sexy (Kerrang! Awards)

## Discografia

### Com Asking Alexandria

#### Álbuns de estúdio
- Stand Up and Scream (2009)
- Reckless & Relentless (2011)
- From Death To Destiny (2013)
- The Black (2016)
- Asking Alexandria (2017)
- Like a House on Fire (2020)

#### EPs
- Life Gone Wild (2010)
- Under The Influence: A Tribute To The Legends Of Hard Rock (2012)

#### Demos
- Demo (2008)

### Com End of Reason

#### EPs
- Tomorrow.Hope.Goodbye. (2006)